# Ka-Ge-Ki: Fists of Steel
Ka-Ge-Ki: Fists of Steel est un jeu vidéo de type beat them all sorti en 1988 sur borne d'arcade puis en 1991 sur Mega Drive. Le jeu a été développé par Kaneko et édité par Taito et Sage's Creation. Il est sorti au Japon puis aux États-Unis.